# مارکو فستا
مارکو فستا (انگلیسی: Marco Festa؛ زادهٔ ۶ ژوئن ۱۹۹۲) بازیکن فوتبال اهل ایتالیا است.
از باشگاه‌هایی که در آن بازی کرده‌است می‌توان به باشگاه فوتبال آسکولی اشاره کرد.